# Dicromat de sodi
El dicromat de sodi és un compost inorgànic amb la fórmula Na₂Cr₂O₇, tot i que, generalment, s'utilitza la seva forma dihidratada, Na₂Cr₂O₇·2H₂O. Gairebé tot el mineral de crom es processa per conversió a dicromat de sodi i la pràctica totalitat dels compostos i materials basats en el crom es preparen a partir d'aquesta sal. S'utilitza com a agent oxidant.

## Producció
El dicromat de sodi es produeix a nivell industrial a partir de minerals que contenen òxids de crom(III). Aquest mineral es fon amb una base, típicament carbonat de sodi, a uns 1.000 °C en presència d'oxigen:
2 Cr₂O₃ + 4 Na₂CO₃ + 3 O₂ → 4 Na₂CrO₄ + 4 CO₂
Aquesta etapa solubilitza el crom i en permet l'extracció en aigua calenta. En aquestes condicions, altres components del mineral com l'alumini i el ferro són poc solubles. L'acidificació amb àcid sulfúric o diòxid de carboni de l'extracte aquós resultant genera el dicromat:
2 Na₂CrO₄ + 2 CO₂ + H₂O → Na₂Cr₂O₇ + 2 NaHCO₃
A causa de la toxicitat del crom(VI), les indústries en les quals intervenen aquests compostos estan sotmeses a estrictes regulacions. Per exemple, els efluents d'aquestes refineries es tracten amb agents reductors per reconvertir el crom(VI) a crom(III), que és menys perjudicial per al medi ambient.